# Ivan Nielsen
Ivan Nielsen (ur. 9 października 1956 we Frederiksbergu) – piłkarz duński grający na pozycji środkowego obrońcy.

## Kariera klubowa
Karierę piłkarską Nielsen rozpoczął w klubie Fremad Amager z Kopenhagi. W 1976 roku zadebiutował w jego barwach w duńskiej pierwszej lidze, jednak w tym samym sezonie spadł z nim do drugiej ligi, gdzie grał przez trzy sezony. W 1979 roku przyczynił się do powrotu Fremad Amager do 1. division.
W 1979 roku Nielsen przeszedł do holenderskiego Feyenoordu. W Eredivisie zadebiutował 19 sierpnia 1979 roku w wygranym 2:0 domowym meczu z PEC Zwolle. Od czasu debiutu był podstawowym zawodnikiem Feyenoordu. Już w 1980 roku wywalczył z nim Puchar Holandii (wystąpił w wygranym 3:1 finale z Ajaksem Amsterdam). Z kolei w 1984 roku został zarówno wicemistrzem kraju, jak i po raz drugi zdobywcą pucharu (1:0 w finale z Fortuną Sittard). W Feyenoordzie do 1986 roku rozegrał 195 ligowych meczów i strzelił 13 goli.
Latem 1986 roku Nielsen został piłkarzem innego klubu Eredivisie, PSV Eindhoven. W nim po raz pierwszy wystąpił 16 sierpnia 1986 w wyjazdowym meczu ze Spartą Rotterdam (1:1). W PSV grał wraz z rodakami: Janem Heintze, Frankiem Arnesenem, Sørenem Lerbym i Flemmingiem Povlsenem. W 1987 roku wywalczył z PSV mistrzostwo Eredivisie. Jednak w sezonie 1987/1988 wygrał z PSV potrójną koronę - sięgnął po puchar, mistrzostwo Holandii oraz wygrał z PSV Puchar Mistrzów (grał przez 120 minut wygranego po rzutach karnych finałowym meczu z Benfiką Lizbona). W 1989 roku sięgnął z PSV po dublet (mistrzostwo i puchar), a w 1990 po raz trzeci zdobył krajowy puchar.
W 1990 roku Nielsen wrócił do Danii i grał w drugoligowym wówczas Fremad Amager. W 1991 roku przeszedł do Boldklubben 1903, a latem 1992 trafił do FC København, z którym w 1993 roku wywalczył Puchar Danii. Po tym sukcesie przeszedł do Næstved BK. W 1993 roku jako piłkarz tego klubu zakończył karierę.
| Sezon   | Klub             | Kraj     | Rozgrywki   | Mecze | Bramki |
| ------- | ---------------- | -------- | ----------- | ----- | ------ |
| 1976    | Fremad Amager    | Dania    | 1. division | ?     | ?      |
| 1977    | Fremad Amager    | Dania    | 2. division | ?     | ?      |
| 1978    | Fremad Amager    | Dania    | 2. division | ?     | ?      |
| 1979    | Fremad Amager    | Dania    | 2. division | ?     | ?      |
| 1979/80 | Feyenoord        | Holandia | Eredivisie  | 29    | 1      |
| 1980/81 | Feyenoord        | Holandia | Eredivisie  | 26    | 4      |
| 1981/82 | Feyenoord        | Holandia | Eredivisie  | 22    | 4      |
| 1982/83 | Feyenoord        | Holandia | Eredivisie  | 33    | 1      |
| 1983/84 | Feyenoord        | Holandia | Eredivisie  | 30    | 1      |
| 1984/85 | Feyenoord        | Holandia | Eredivisie  | 29    | 1      |
| 1985/86 | Feyenoord        | Holandia | Eredivisie  | 26    | 2      |
| 1986/87 | PSV Eindhoven    | Holandia | Eredivisie  | 28    | 1      |
| 1987/88 | PSV Eindhoven    | Holandia | Eredivisie  | 32    | 3      |
| 1988/89 | PSV Eindhoven    | Holandia | Eredivisie  | 1     | 0      |
| 1989/90 | PSV Eindhoven    | Holandia | Eredivisie  | 22    | 1      |
| 1990    | Fremad Amager    | Dania    | 2. division | ?     | ?      |
| 1991    | Boldklubben 1903 | Dania    | Superligaen | 14    | 0      |
| 1991/92 | Boldklubben 1903 | Dania    | Superligaen | 25    | 1      |
| 1992/93 | FC København     | Dania    | Superligaen | 20    | 2      |
| 1993/94 | Næstved BK       | Dania    | Superligaen | 17    | 0      |

## Kariera reprezentacyjna
W reprezentacji Danii Nielsen zadebiutował 19 listopada 1980 roku w wygranym 4:0 meczu eliminacji do Mistrzostw Świata 1982 z Luksemburgiem. W 1984 roku został powołany przez selekcjonera Seppa Piontka do kadry na Euro 84. Dania dotarła do półfinału, a Nielsen był podstawowym zawodnikiem zespołu i rozegrał 4 mecze: z Francją (0:1), z Jugosławią (5:0), z Belgią (3:2) i półfinale z Hiszpanią (1:1, k. 4:5).
W 1986 roku na Mistrzostwach Świata w Meksyku Nielsen także grał w pierwszym składzie Danii i zagrał w 3 spotkaniach: ze Szkocją (1:0), z Urugwajem (6:1) i 1/8 finału z Hiszpanią (1:5). Na Euro 88 wystąpił także w 3 meczach: z Hiszpanią (2:3), z RFN (0:2) i z Włochami (0:2). Od 1980 do 1989 roku rozegrał w kadrze narodowej 51 meczów.